# 洛卡奇區

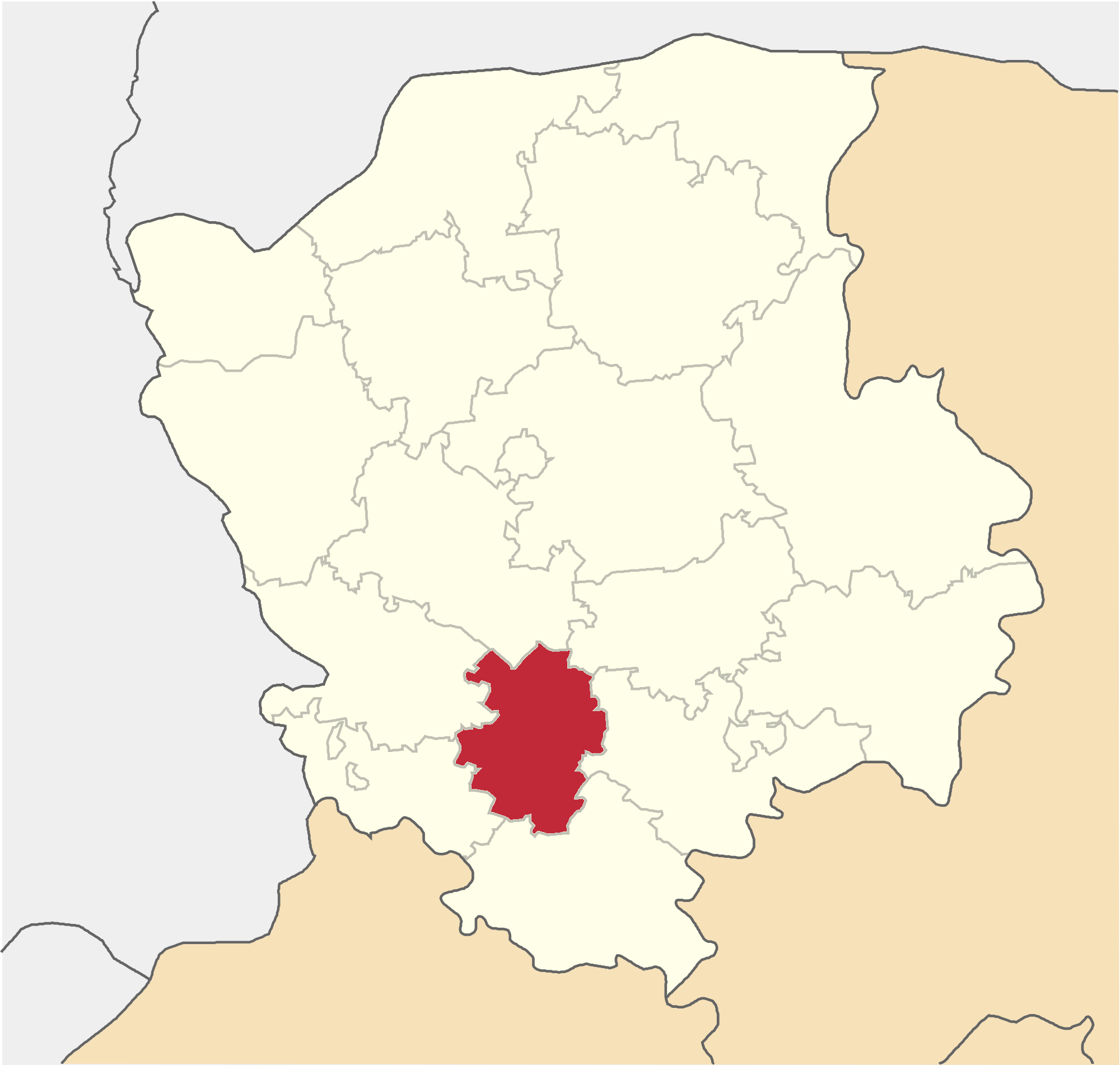
撤销前洛卡奇區在沃倫州的位置

洛卡奇區（烏克蘭語：Локачинський район），曾是烏克蘭的一個區，位於該國西部，由沃倫州負責管轄，首府設於洛卡奇，面積712平方公里，2015年人口22,487，人口密度每平方公里32.3人。
该区在2020年7月18日的乌克兰行政区划改革中被撤销，改革后沃伦州下分为4个区，洛卡奇區合并至沃洛德米尔区。